# Cuando los combes luchaban
Cuando los combes luchaban (pol. Gdy walczył lud Komba) – powieść autorstwa Leoncia Evity Enoya opublikowana w 1953.
Składa się z jedenastu rozdziałów, jest relatywnie krótka, ma 101 stron. Została zilustrowana przez autora. Osnuta jest wokół tradycji ludu Komba będącego częścią grupy etnicznej Ndowé. Jej akcja, osadzona w ostatnich latach XIX stulecia, toczy się na terenach wciąż nie w pełni kontrolowanych przez hiszpański rząd kolonialny. Opowiada o losach bohaterów walczącym z tajnym stowarzyszeniem ludzi leopardów, terroryzującym zamieszkiwane przez Fangów wioski Ndyebengo i Bolondo.
Wydana nakładem Instytutu Studiów Afrykańskich (Instituto de Estudios Africanos, IDEA), w Madrycie, z podtytułem novela de costumbres de la Guinea Ecuatorial, jest uznawana za pierwszą powieść w historii literatury gwinejskiej. Powstała w warunkach ostrej cenzury, przekazuje pozytywny obraz panowania hiszpańskiego. Paradoksalnie rzadko przyjmuje perspektywę Afrykańczyków, nazywając ich nierozsądnymi, dzikimi czy opornymi w nauce. W momencie swego powstania pozytywnie przyjęta przez krytykę, była ukazywana jako dowód sukcesu kolonialnego systemu edukacji. Później wzbudzała mieszane odczucia, określano ją mianem kolonialnej oraz asymilacjonistycznej czy nawet dziecinnej. Z drugiej strony zwracano też uwagę, że w warunkach bardzo ograniczonej wolności słowa, jako pierwsza zdołała dać głos i przestrzeń rodzimej, gwinejskiej perspektywie. Niektórzy z kolei dopatrują się w niej zawoalowanej krytyki stosunków kolonialnych oraz próby przechowania miejscowej tradycji ustnej.
Jej fragment zamieszczony został we wpływowej Antología de la literatura guineana (1984), opracowanej przez Donata Ndongo-Bidyogo. Doczekała się też wznowień, w tym w 1996 i 2016. Wydania pierwsze i drugie poprzedzone zostały wstępem pióra Carlosa Gonzáleza Echegaraya. Wydanie trzecie zawiera natomiast przedmowę autorstwa Augusto Iyangi Pendiego. Do wydania drugiego i trzeciego dołączone zostały także teksty krytyczne, odpowiednio Donata Ndongo-Bidyogo i José Ramóna Trujillo.